# Alhangya
Az Alhangya, más fordításban Az inishmore-i hadnagy (eredeti cím: The Lieutenant of Inishmore) Martin McDonagh 2001-es drámája.

## Cselekmény
|  | Alább a cselekmény részletei következnek! |

A kamasz Davey Kistomi, a fekete macska tetemével állít be Donnyhoz. Az állaton már nem igazán lehet segíteni: valaki teljesen szétverte az agyát. Donny szerint Davey tette a bicikijével, ám Davey váltig tagadja ezt, saját bevallása szerint így talált rá a macskára az úton. A tettes keresése azonban eltörpül a rémítő feladat mellett, hogy a szomorú hírt közöljék Donny fiával, a brutális terrorista, őrült Padraickkel, akinek Kistomi a legjobb barátja volt. Donny úgy véli, nem szabad egyszerre rázúdítani a szomorú hírt fiára, ezért csak annyit közöl Padraickkel telefonon: Kistomi gyengélkedik. Padraick azonban e hír hallatán is teljesen kikészül, azonnal abbahagyja éppen aktuális áldozata, egy drogdíler kínzását, s rohan haza. Nem tudja, hogy a macska igazi gyilkosainak, három északír terroristának éppen ez volt a terve: hazacsalni Padraicket, s végezni vele, szakadár törekvéseivel ugyanis aláássa az igazi ír terrorizmust. Közben Davey és Donny cselt eszelnek ki: egy másik macskát állítanak Kistomi helyére, aki ugyan narancssárga, de cipőkrémmel talán hiteles fekete macska válhat belőle. Vesztükre Padraick rajtakapja őket, agyonüti az ál-Kistomit, megkötözi a két férfit és kivégzésükre készül. Ekkor törnek azonban rájuk az északír terroristák, akik elviszik Padraicket, hogy végezzenek vele. A lekötözött Davey és Donny valahogy nem képes sajnálni a fiút, halálát maguk és az ország számára is hasznosnak ítélik, ugyanis: „Az ilyen műbalhék miatt kerülik Írországot a turisták.” Padraick azonban sértetlenül tér vissza: Davey szintén terrorista karrierről álmodó kishúga, Mairead – aki eddig tehenek szemének kilövésével gyakorolt –, megmentette életét. Az egymásra talált pár így most már együtt készülhet Davey és Donny meggyilkolására. Mairead ujjongva várja élete első komoly hazafias tettét: bátyja kivégzését, ez azonban meghiúsul, mert az egyik haldokló terrorista magára vállalja Kistomi megölését.
Davey és Donny immár szabadon aprítja a tetemeket, miközben Padraick és Mairead jövőjüket tervezik: Kistomi Katonái néven szakadár csoportot alapítanak, s elsőként a macskagyilkosokkal fognak végezni. Padraick bevallja, hogy reggel dühében ő is megölt egy macskát, s Mairead rájön, hogy az az ő kedves kisállata volt. A lány mindörökre végez terrorista álmaival és – nem csak képletesen – szerelmével, de véres megtorlást helyez kilátásba, annak számára is, aki idehozta kedvencét. A magára maradt Davey és Donny hirtelen a hazatérő Kistomit fedezik fel az ajtóban: a macska csak elcsatangolt, s kellett négy embernek meghalnia. A gazdáját vesztett kedvencet mégsem lövik le, s az állat mit sem sejtve falja / nem falja az eléje rakott mirelitet.

## Kritikai visszhang
„McDonagh darabjában az ír tradíciókat fekete humorral fűszerezi majd Tarantino-stílusú erőszakorgiává változtatja. […] Groteszk hatást ér el azzal, hogy a legerőszakosabb jelenetek közben is humoros párbeszédekkel ingerli a nézők nevetőizmait. Amit az író közölni akar az valószínűleg az, hogy az erőszak már önállósodott és kiveszett mögüle minden politikai tartalom.” Ezt a mondandót tartja fontosnak Forgács Péter is, a budapesti bemutató kapcsán. A neveket magyar nevekkel cseréli ki, az IRA és az egyéb terrorszervezeteket általánosabban Szervezetnek, Hálózatnak hívják. „Egyre inkább elharapózik az a nézet, hogy számos kérdést erőszakosan lehet és kell megoldani. McDonagh […] szereplői olyan fiatalemberek, akiknek az ölés napi rutin, magától értetődő tevékenység. Ölnek, mert ez a lételemük, tetteik politikai indoklása csak alibi.” (Népszava) Már a korábbi daraboknál is kétes egyensúly állt fenn a melodramatikus és a komikus elemek között, s általában az utóbbi vitte el az előbbit a hátán, most azonban minden eddiginél szűkebb rést hagy a komoly érzelmeknek.

## Hazai bemutató
A darab első magyar bemutatója a Vígszínház Házi Színpadán volt 2002. szeptember 9.-én. Az előadást Forgács Péter rendezte, a szöveget Hamvai Kornél, a dalszövegeket N. Kiss Zsuzsa fordította. A főbb szerepeket Tóth Attila (Gida), Lukács Sándor (Szenyor) és Csőre Gábor (Pitbull) alakította.